# Stylomesus natalensis
Stylomesus natalensis är en kräftdjursart som beskrevs av Brian Frederick Kensley 1984B. Stylomesus natalensis ingår i släktet Stylomesus och familjen Ischnomesidae. Inga underarter finns listade i Catalogue of Life.